# Бяла-Вода (Плевенская область)
Бяла-Вода (болг. Бяла вода) — село в Болгарии. Находится в Плевенской области, входит в общину Белене. Население составляет 348 человек.

## Политическая ситуация
В местном кметстве Бяла-Вода, в состав которого входит Бяла-Вода, должность кмета (старосты) исполняет Емил Петров Киринов (Болгарская социалистическая партия (БСП)) по результатам выборов.
Кмет (мэр) общины Белене — Петыр Илиев Дулев (Болгарская социалистическая партия (БСП)) по результатам выборов.

## Знаменитые уроженцы
- Стефан Ангелов (1947—2019) — борец, двукратный призёр Олимпийских игр.